# Rita Jasinská
Rita Jasinská (* 9. května 1968 Magadan) je česká divadelní režisérka, divadelní a televizní herečka, hlásící se k polské národnosti.

## Vzdělání
- 1990–1994 Charkovská vysoká škola umění I.P.Kotljarevského na Ukrajině, v oboru herectví „Herečka činoherního divadla a filmu“. Tento diplom byl uznán jako rovnocenný v České republice 30. dubna 2002 na DAMU
- 1994–1999 Kyjevská státní vysoká škola divadelního umění I.K.Karpenka-Kareho na Ukrajině, v oboru „Režie činoherního divadla"- katedra profesora E. M. Mitnického. Tento diplom byl uznán jako rovnocenný v České republice 30. dubna 2002 na DAMU

## Režie
- 1992 moderátorka programu v Charkovské komerční televizi
- 1994 Telekanal „Tet-a-tet“ - Kyjev - moderátorka
- 1994–1995 Telekanal 1+1 – Kyjev - režie dětských programů.
- 1995 Dětská umělecká škola No.2 Kyjev – Eduardo De Filippo „Riziko“ - režie
- 1995 Dětská umělecká škola No.2 Kyjev - Pierre Marivaux „Hra lásky a náhody“ - režie
- 1995 Dětská umělecká škola No.2 Kyjev - Pedro Calderon de la Barca „Lady Ghost“ - režie
- 2001–2006 Divadelní a baletní škola pro děti - Sokolov
- 2004 Dětská Divadelní škola Rity Jasinské - Sokolov, P. Marivouix „Hra lásky a náhody“ - režie
- 2004 Dětská Divadelní škola Rity Jasinské - Sokolov, K. Kursová „Jak princezny spaly na hrášku“ - režie
- 2005 režie módních přehlídek GMP-models
- 2005 Dětská Divadelní škola Rity Jasinské - Sokolov, Agatha Christie, „Vražda Na faře“ - režie
- 2005 Dětská Divadelní škola Rity Jasinské – Sokolov, „Sněhurka a sedm trpaslíků“ - režie
- 2005 Dětská Divadelní škola Rity Jasinské - Sokolov, N.V. Gogol „Revizor“ - režie
- 23.08.2005 založila divadlo Rity Jasinské v Praze
- 2005–2012 režie divadla Rity Jasinské
- od 2008 Vyšší odborná škola herecká Praha - profesor režie
- od 2012 Mezinárodní konzervatoř Praha – profesor herectvi
- 16.1.2013 založila divadlo Applause v Praze
- od 2013 režie divadla Applause

### Režie her v Divadle Rity Jasinské
- 2006 A.P. Čechov - „Medvěd“
- 2007 N.V. Gogol - „Revizor“
- 2007 A.P. Čechov - „Výročí“
- 2007 Jean Genet - „Služky“
- 2008 Jiří Hubač - „Generálka“
- 2009 William Shakespeare - „Richard III.“

### Režie her v Divadle Applause
- 2013 „Do hajan“
- 2013 „Pipi dlouhá punčocha“
- 2014 „Červená Karkulka“
- 2016 „Jen počkej, zajíci"

### Ostatní divadla
- 1985–1994 Divadlo Pantomimy, Kyjev - herečka
- 1997 Akademické divadlo Dramy a komedie na levém břehu Dněpru, Kyjev - režie
- 1998 Charkovské Hudební a činoherní divadlo T. G. Ševčenka - Pedro Calderon, romantická - komedie „Lady-duch“ - režie
- 1999 Divadlo Na Podolí - Kyjev, G. Lorca „Erma“ - režie
- 2001 Divadlo Bez zákulisí - Sokolov, J. Žáček „Kašpárek Ježibaba“, loutková pohádka - režie
- 2002 Divadlo Bez zákulisí - Sokolov, Carlo Goldoni „Náměstíčko“ - asistent režiséra
- 2002 Divadlo Bez zákulisí - Sokolov, Carlo Goldoni „Sluha dvou pánů“ - režie
- 2007 Dětské divadlo, „Red Sarafan“ Praha, N.V. Gogol „Revizor“ - režie
- 2008 Ruské pražské studentské divadlo, Jean Anouilh „Orchestr“ - režie
- 2008 Dětské divadlo, „Red Sarafan“, Praha, Lermontov „Maškaráda“- režie
- 2009 VOŠH, Michael Frayn „Bez roucha aneb Ještě jednou zezadu“ – režie
- 2009 Ruské pražské studentské divadlo, A.P. Čechov „Hledá se hrdina“- režie
- 2009 Dětské divadlo „Red Sarafan“, Praha, Švarc „Obyčejný zázrak“ – režie
- 2010 Pražské studentské divadlo, Iljevsky: „Pohádka o ztraceném sněhu“ - režie
- 2010 Dětské divadlo „Krasnyj Sarafán“, A. Averčenko: „Rusové“ - režie
- 2011 Pidivadlo, Georg Kreisler: „Dnes večer - Lola Blau“ - režie
- 2012 Pidivadlo, Christopher Hampton „Nebezpečné vztahy“ - režie
- 2012 Divadlo Maškara[1], „Každý s každým aneb Každý každému trochu jinak“ - režie
- 2012 Pidivadlo, Aristofanés: „Lysistrata“ - režie
- 2013 Pidivadlo, Karel Čapek: „Věc Makropulos“ - režie
- 2013 Divadelní agentura Globus, Molière: „Lakomec“ - režie
- 2013 Divadlo Maškara[1], „Vše nejlepší, Henry! aneb Prachy nesmrdí“ - režie
- 2014 Divadelní agentura Globus, Albert Camus: „Caligula“ - režie
- 2015 Divadlo Maškara[1], Jevan Brandon-Thomas: „Charleyova teta“ - režie
- 2015 Divadlo Bez Hranic[2], Carlo Goldoni: „Sluha dvou pánů“ - režie
- 2015 Divadlo Maškara[1], Michael Frayn: „Bez roucha aneb Ještě jednou zezadu“ - režie
- 2016 Mezinárodní konzervatoř Praha, Michael Stewart, Jerry Herman: Hello, Dolly! - režie
- 2016 Divadelní agentura ArtWay[3], Molière: „Tartuffe" - režie
- 2017 Divadlo Bez Hranic[2], Machiavelli: „Mandragora" - režie
- 2017 Divadelní agentura ArtWay[3], Shakespeare: „Zkrocení zlé ženy" - režie
- 2017 Divadlo Maškara, Jevgenij Švarc: „Zázrak? Úplně normální zázrak!“ - režie
- 2021 Divadlo Bez Hranic, Ray Cooney: „1 + 1 = 3 aneb Jeden a jedna jsou tři“ - režie
- 2022 Divadlo Bez Hranic[2], Ray Cooney: „Vše nejlepší, Henry! aneb Prachy nesmrdí“ - režie
- 2023 Divadlo Maškara[1], Fabrice Roger-Lacan: „Parma na plechu aneb Zkrocení té ženy“ - režie
- 2024 založila Divadlo "Prima", Berkshire, Reading, UK

## Herecké role
- 1993 Charkov - Pedro Calderon, „Láska není terčem posměchu“ - role Beatrice
- 1994 Charkov - Les Kurbas, „Mino Mazaylo“ (druhá dcera, asistent Bordel-Mama)
- 1994 Charkov - G. Buchner, „Woyzeck“ - role Blázna
- 1995 divadlo „Benefis“, Kyjev, Theodor Mazilu „Don Juan zemřít stejně jako všichni ostatní“ - role Dívka
- 1995 Akademické divadlo dramy a komedie na levém břehu Dněpru, Kyjev, Nelly Osipova, „Bone Magic“ - role Víly
- 2006 seriál „Ordinace v růžové zahradě“ - role Pacientka
- 2008–2011 film „Vij“, režie O. Stepčenko - role Žena, premiéra v 2010
- 2010 „Cesty domů“ - režie Jiří Adamec
- 2010 film „Ruská ruleta“ - role Ruské prostitutky, německá produkce
- 2011 film „Vůně kávy“ - role Průvodce
- 2011–2012 seriál „Vyprávěj“ - díly „Žijí Markovi rodiče?“ (2012), „Přijímačky“ (2011), „První polibek“ (2011), „Mácháč“ (2011), role Maminka Rosti
- 2012 seriál „Ordinace v růžové zahradě 2“ - Maminka 2 dětí
- 2012 seriál „Ordinace v růžové zahradě 2“ - díl „Akce tunel“
- 2012 reklama na okna - japonská produkce
- 2013 seriál „České století“, díl „Všechnu moc lidu Stalinovi (1948)“ - role Marta Gottwaldová, režie Robert Sedláček
- 2013 seriál „České století“, díl „Zabíjení soudruha (1951)“ - role Marta Gottwaldová, režie Robert Sedláček[4]
- 2013 seriál „Cirkus Bukovský“ - epizodka - Pokojská
- 2013 seriál „Cesty domů“ – díl „Jde se spát“, role Sousedka
- 2014 seriál „Ordinace v růžové zahradě 2“, díly „Ze zásady žádné city“, „Miluj bližního svého“, „Život není fér“, „Dar od nepřítele“, „Sami proti všem“
- 2014 seriál „Ordinace v růžové zahradě 2“ - Maminka, které soc. odebrala dítě
- 2014 film „Dědictví aneb Kurvaseneříká" – Sestra v protialkoholní léčebně, režie Robert Sedláček
- 2015 seriál „Soudkyně Barbara“, díl Gynekolog (ochrana osobnosti) - role Sestra
- 2016 seriál „Soudkyně Barbara“, díl Podivná rodina - role Svědek
- 2016 film, norská pohádka „Ash Lad" - role Noble Women, režie Mikkel Brænne Sandemose
- 2016 film „Bohéma" - role Překladatelka, režie Robert Sedláček
- 2016 seriál „Pustina" - role Polská uklízečka, režisér Ivan Zachariáš
- 2017 film „Svidětěli“ (Свидетели, Svědkové) - role Viola, režie Konstantin Fam
- 2017[2], Machiavelli: „Mandragora" - role Sostrata
- 2017 reklama Olympijské hry 2018 - role Maminky biatlonistky
- 2018 seriál „Specialisté“, 43. díl - Zlomená srdce - role Uklízečka
- 2018 Divadlo Bez Hranic, Ray Cooney: „Mrtvola v hotelu Westminster“ - role Pokojská
- 2019 seriál „Krejzovi", 111. díl - Musíme si pomáhat - role Dáma s pejskem
- 2020 seriál „Specialisté", 101. díl - Výlet s Emou - role Ošetřovatelka v autobusu
- 2020 televizní pořad „Policie v akci“, IV. část, 40. díl - role Opilkyně
- 2020 ČR Hamleys reklama bubliny a bublifuky
- 2022 film Banger, režie Adam Sedlák, Prodavačka v second handu
- 2025 reklama On Running, role Barwoman, režie: Nadia Lee Cohen (USA)

## Jiné aktivity
Soutěž Dáma roku ČR, ročník 2021, cena - tvář kosmetické firmy OverShine